# زوران مارتيتش
زوران مارتيتش (بالسلوفينية: Zoran Martič)‏ مواليد 5 مايو 1965 في ليوبليانا، جمهورية يوغوسلافيا الاشتراكية الاتحادية، هو مدرب كرة سلة سلوفيني ولاعب سابق. يدرب ترفل سوبوت في الدوري البولندي لكرة السلة.

## المسيرة الاحترافية
لعب مع نادي أوليمبيا لكرة السلة من سنة 1995 إلى 1997، ثم لعب مع نادي سلوفان لكرة السلة من سنة 1997 إلى 1999، ثم لعب مع نادي سولنوكي أولاي لكرة السلة في موسم 2002–2003، ثم لعب مع نادي كركا لكرة السلة في موسم 2003–2004، ثم لعب مع نادي بودوشنوست لكرة السلة في موسم 2004–2005، ثم لعب مع نادي سلوفان لكرة السلة في سنة 2005.